# كونور مالوني
كونور مالوني (بالإنجليزية: Connor Maloney)‏ (18 مايو 1995 بهاريسبرج في الولايات المتحدة - ) هو لاعب كرة قدم أمريكي في مركز الظهير. لعب مع ريدينغ يونايتد إيسي.

## وصلات خارجية
- كونور مالوني على موقع الدوري الأمريكي (الإنجليزية)
- كونور مالوني على موقع قاعدة بيانات كرة القدم.إي يو (الإنجليزية)
- كونور مالوني على موقع Soccerbase.com (لاعب) (الإنجليزية)
- كونور مالوني على موقع Soccerway.com (الإنجليزية)
- كونور مالوني على موقع عالم كرة القدم.نت (الإنجليزية)